# Abdoulaye Cissé
Abdoulaye Cissé (Adzopé, 24 dicembre 1983) è un ex calciatore burkinabé, di ruolo attaccante.
Ha giocato per varie squadre tra cui il Montpellier, l'Al-Masry e lo Zamalek. Ha giocato anche nella nazionale burkinabé nella Coppa d'Africa del 2004.